# Grandchamp (Sarthe)
Pour les articles homonymes, voir Grandchamp.
Grandchamp est une commune française, située dans le département de la Sarthe en région Pays de la Loire, peuplée de 141 habitants.
La commune fait partie de la province historique du Maine, et se situe dans le Saosnois.

## Géographie

### Lieux-dits et écarts
- Coudroux, Fleurs, Bois Moquet, Moulin Neuf.

### Communes limitrophes
| Rouessé-Fontaine | Louvigny   | Thoiré-sous-Contensor |
| Rouessé-Fontaine | Grandchamp | Thoiré-sous-Contensor |
| Chérancé         | Chérancé   | Chérancé              |

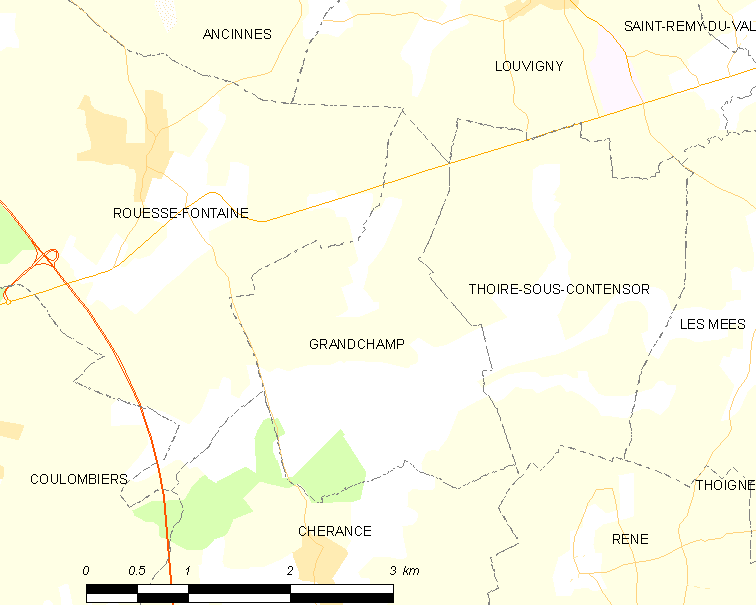
Carte de la commune.
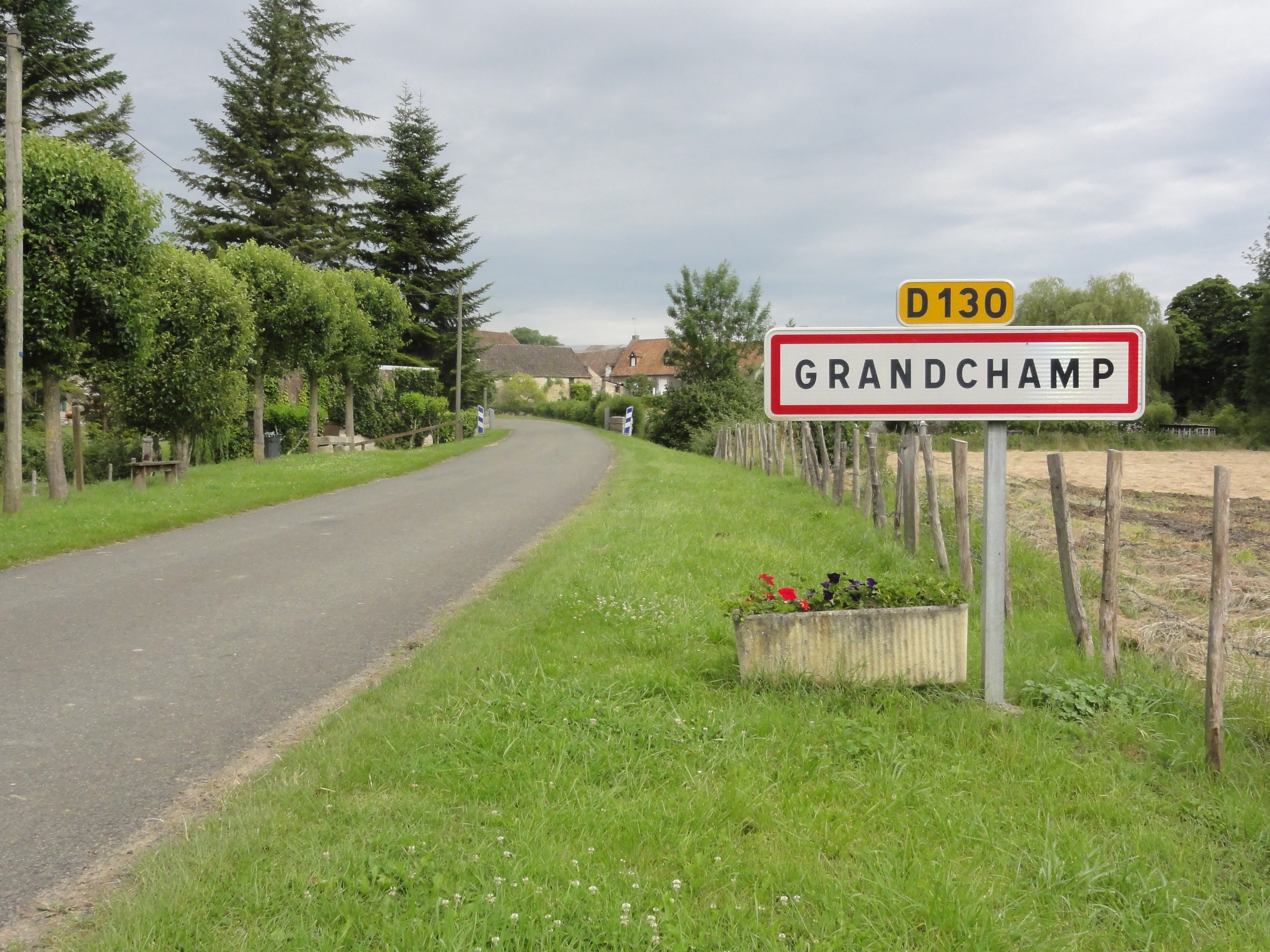
Entrée de l'agglomération.
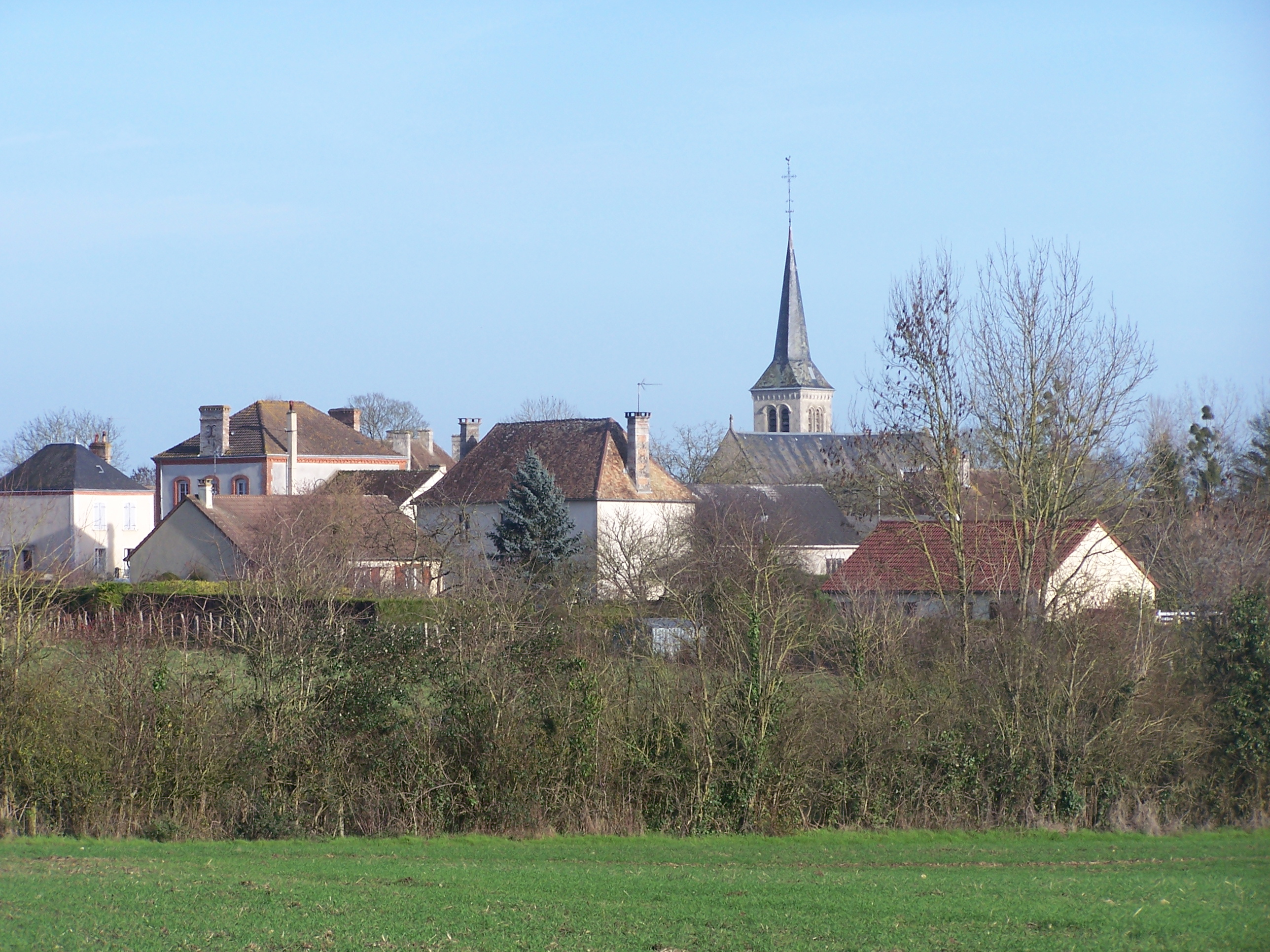
Le village de Grandchamp.

### Hydrographie et relief

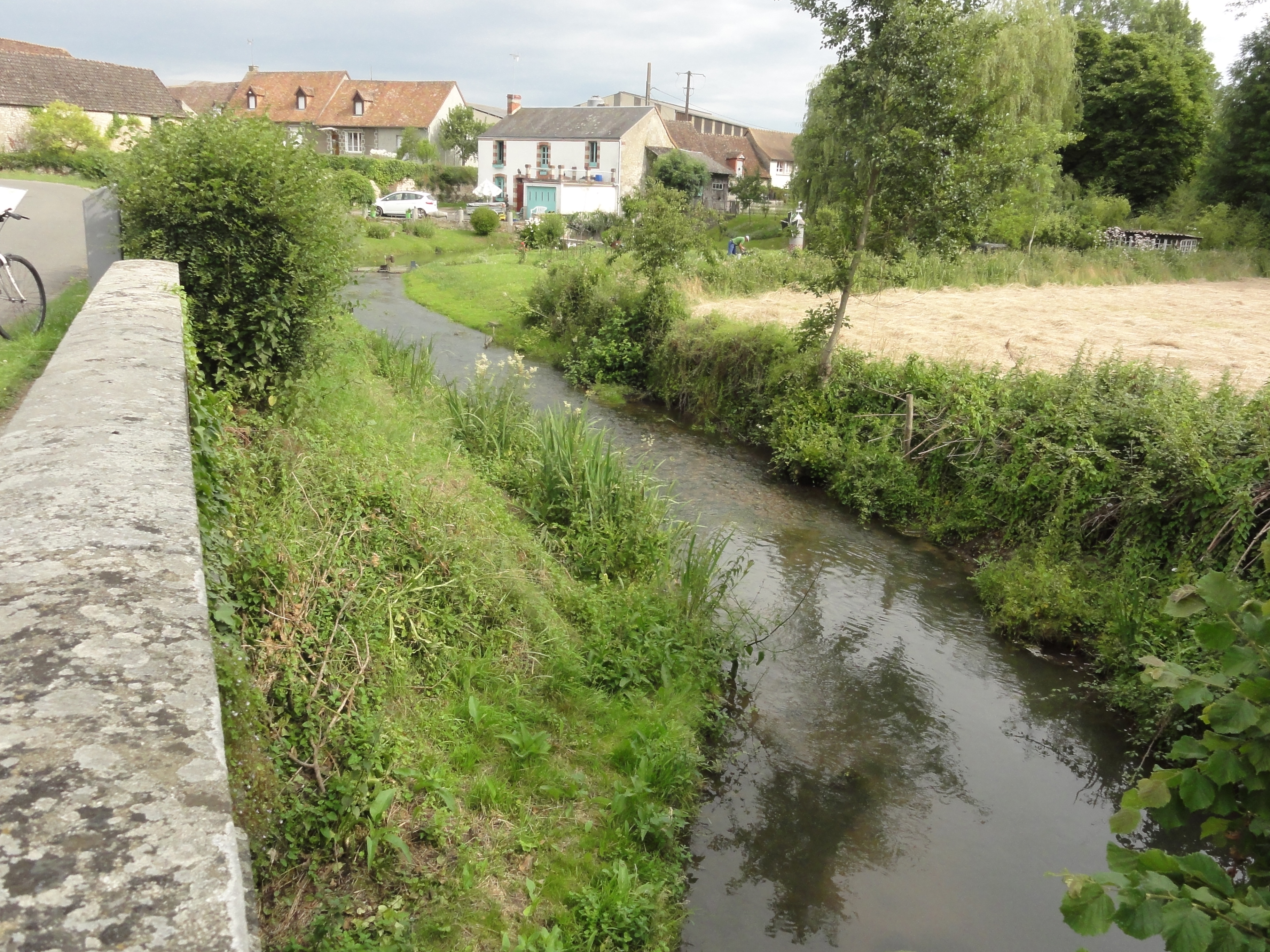
La Bienne à Grandchamp.

### Climat
Pour des articles plus généraux, voir Climat des Pays de la Loire et Climat du Val-d'Oise.
En 2010, le climat de la commune est de type climat océanique dégradé des plaines du Centre et du Nord, selon une étude du CNRS s'appuyant sur une série de données couvrant la période 1971-2000. En 2020, Météo-France publie une typologie des climats de la France métropolitaine dans laquelle la commune est exposée à un climat océanique altéré et est dans une zone de transition entre les régions climatiques « Normandie (Cotentin, Orne) » et « Moyenne vallée de la Loire ». 
Pour la période 1971-2000, la température annuelle moyenne est de 10,7 °C, avec une amplitude thermique annuelle de 14,1 °C. Le cumul annuel moyen de précipitations est de 706 mm, avec 11,8 jours de précipitations en janvier et 7,2 jours en juillet. Pour la période 1991-2020, la température moyenne annuelle observée sur la station météorologique de Météo-France la plus proche, « Deauville », sur la commune de Deauville à 5 371 km à vol d'oiseau, est de 0,0 °C et le cumul annuel moyen de précipitations est de 0,0 mm,. Pour l'avenir, les paramètres climatiques de la commune estimés pour 2050 selon différents scénarios d'émission de gaz à effet de serre sont consultables sur un site dédié publié par Météo-France en novembre 2022.

## Urbanisme

### Typologie
Au 1er janvier 2024, Grandchamp est catégorisée commune rurale à habitat dispersé, selon la nouvelle grille communale de densité à sept niveaux définie par l'Insee en 2022.
Elle est située hors unité urbaine. Par ailleurs la commune fait partie de l'aire d'attraction d'Alençon, dont elle est une commune de la couronne,. Cette aire, qui regroupe 89 communes, est catégorisée dans les aires de 50 000 à moins de 200 000 habitants,.

### Occupation des sols
L'occupation des sols de la commune, telle qu'elle ressort de la base de données européenne d’occupation biophysique des sols Corine Land Cover (CLC), est marquée par l'importance des territoires agricoles (94,9 % en 2018), une proportion identique à celle de 1990 (94,9 %). La répartition détaillée en 2018 est la suivante : 
terres arables (55,5 %), prairies (26,5 %), zones agricoles hétérogènes (13 %), forêts (5,1 %). L'évolution de l’occupation des sols de la commune et de ses infrastructures peut être observée sur les différentes représentations cartographiques du territoire : la carte de Cassini (XVIIIe siècle), la carte d'état-major (1820-1866) et les cartes ou photos aériennes de l'IGN pour la période actuelle (1950 à aujourd'hui).

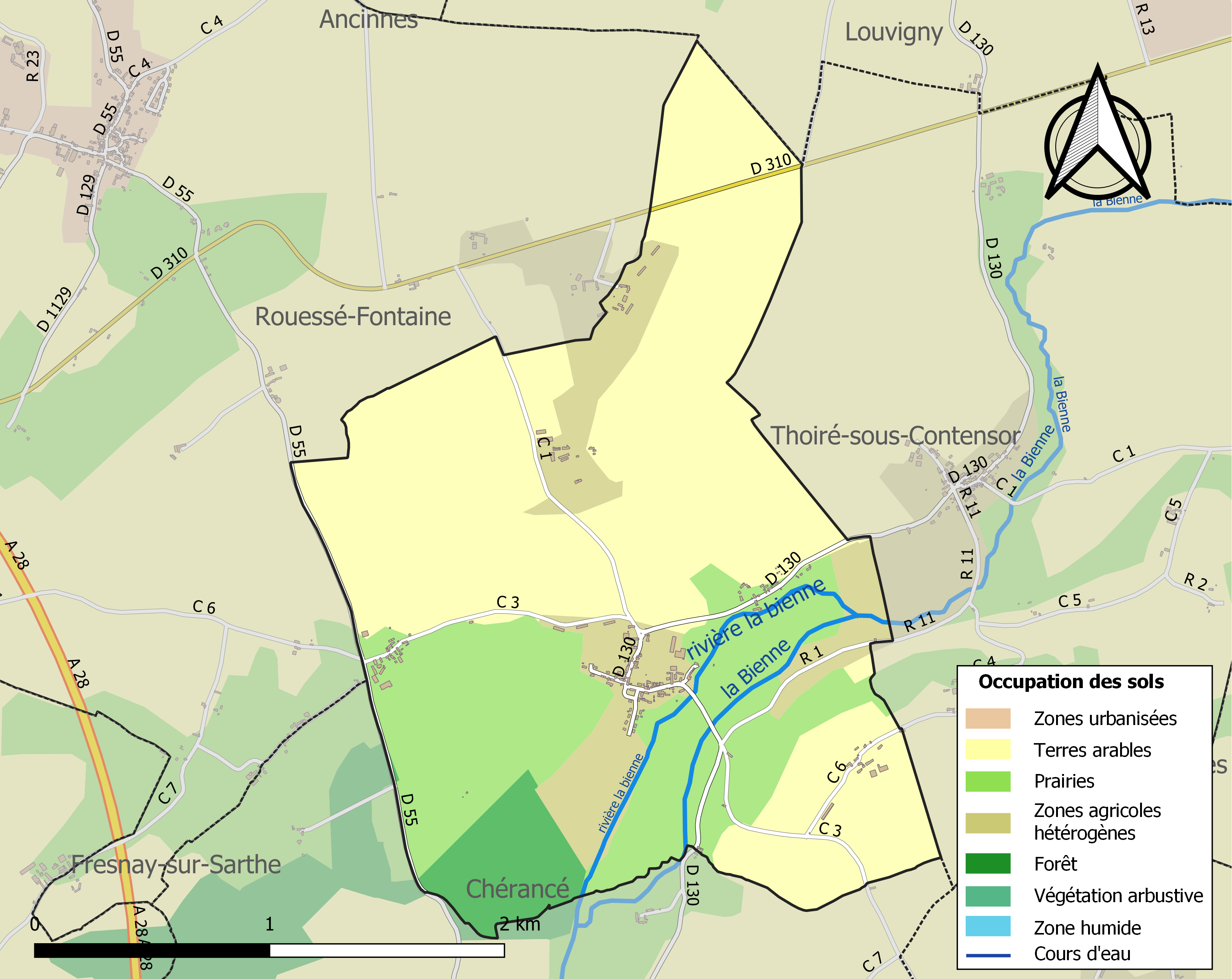
Carte des infrastructures et de l'occupation des sols de la commune en 2018 (CLC).

## Toponymie
Le nom de la localité est attesté sous la forme de Magno Campo en 1254,. Le toponyme est issu du latin grandis campus, « grand champ »,.
Le gentilé est Grandchampenois.

## Politique et administration
| Période                                  | Période      | Identité             | Étiquette | Qualité     |
| ---------------------------------------- | ------------ | -------------------- | --------- | ----------- |
| 1836                                     | 1852         | René Boisseau        |           |             |
| 1852                                     | 1860         | Jules de Perrochel   |           | Marquis     |
| 1860                                     | 1862         | Louis Esnault        |           |             |
| 1862                                     | 1865         | Louis Pasquier       |           |             |
| 1865                                     | 1870         | Eugène Lemaire       |           |             |
| 1870                                     | 1881         | Fernand de Perrochel |           | Comte       |
| 1881                                     | 1899         | Jules de Perrochel   |           | Marquis     |
| 1899                                     | 1908         | Parfait Esnault      |           |             |
| 27 mai 1908                              | 23 juin 1908 | Jules de Perrochel   |           | Marquis     |
| 1908                                     | 1935         | Auguste Chaplain     |           |             |
| 1935                                     | 1937         | Eugène Juin          |           |             |
| 1937                                     | 1945         | Abel Brière          |           |             |
| 1945                                     | 1947         | Léon Deslais         |           |             |
| octobre 1947                             | mars 1977    | André Brière         |           |             |
| mars 1977                                | mars 2001    | Pierre Brière        |           |             |
| mars 2001                                | mai 2020     | Éric Beaudoin        | SE        | Agriculteur |
| mai 2020                                 | En cours     | Claude Castel        | SE        |             |
| Les données manquantes sont à compléter. |              |                      |           |             |

## Démographie
L'évolution du nombre d'habitants est connue à travers les recensements de la population effectués dans la commune depuis 1793. Pour les communes de moins de 10 000 habitants, une enquête de recensement portant sur toute la population est réalisée tous les cinq ans, les populations de référence des années intermédiaires étant quant à elles estimées par interpolation ou extrapolation. Pour la commune, le premier recensement exhaustif entrant dans le cadre du nouveau dispositif a été réalisé en 2005.
En 2022, la commune comptait 141 habitants, en évolution de −11,87 % par rapport à 2016 (Sarthe : −0,25 %, France hors Mayotte : +2,11 %).
En 1841, Grandchamp comptait 568 habitants. La régression s'est poursuivie jusqu'en 1999 avec 146 habitants avant de remonter à 169 en 2006.
| 1793 | 1800 | 1806 | 1821 | 1831 | 1836 | 1841 | 1846 | 1851 |
| ---- | ---- | ---- | ---- | ---- | ---- | ---- | ---- | ---- |
| 464  | 456  | 486  | 517  | 551  | 509  | 568  | 530  | 472  |

| 1856 | 1861 | 1866 | 1872 | 1876 | 1881 | 1886 | 1891 | 1896 |
| ---- | ---- | ---- | ---- | ---- | ---- | ---- | ---- | ---- |
| 463  | 429  | 403  | 374  | 391  | 376  | 340  | 307  | 311  |

| 1901 | 1906 | 1911 | 1921 | 1926 | 1931 | 1936 | 1946 | 1954 |
| ---- | ---- | ---- | ---- | ---- | ---- | ---- | ---- | ---- |
| 282  | 280  | 279  | 214  | 204  | 202  | 225  | 239  | 225  |

| 1962 | 1968 | 1975 | 1982 | 1990 | 1999 | 2005 | 2006 | 2010 |
| ---- | ---- | ---- | ---- | ---- | ---- | ---- | ---- | ---- |
| 194  | 195  | 151  | 133  | 134  | 146  | 170  | 169  | 166  |

| 2015 | 2020 | 2022 | - | - | - | - | - | - |
| ---- | ---- | ---- | - | - | - | - | - | - |
| 160  | 146  | 141  | - | - | - | - | - | - |

## Lieux et monuments

### Monuments réligieux

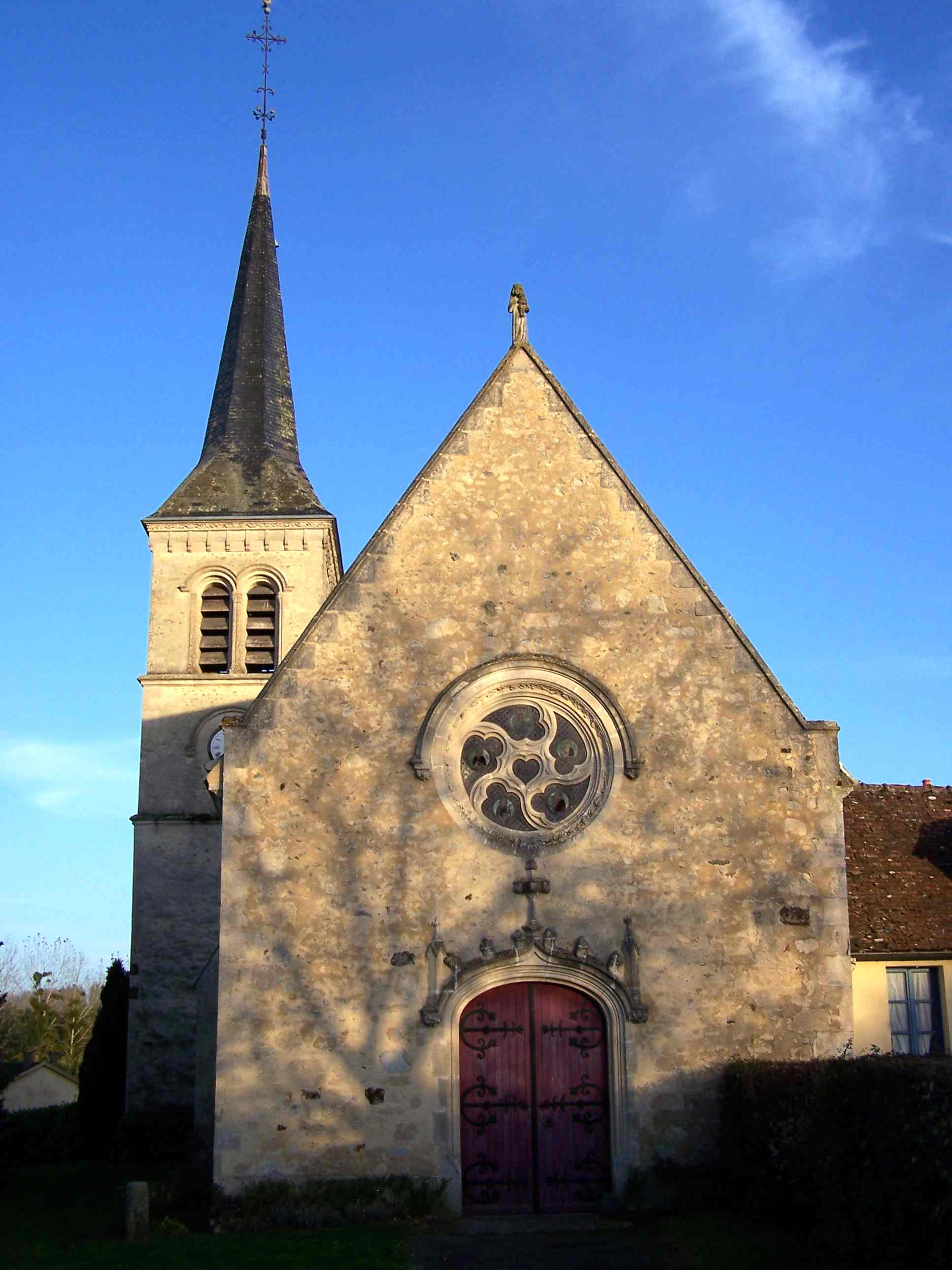
L'église Notre-Dame.

- Église romane Notre-Dame remaniée au XIXe siècle. Le retable serait celui de l'abbaye de Perseigne.
- Croix aux Dames. Cette croix serait l'ancienne croix du cimetière, placée ici après la translation de ce dernier au XIXe siècle. Elle présente un disque inscrit au centre de la croix, dans lequel sont représentés, d'un côté la Vierge portant l'Enfant Jésus et, de l'autre, le Christ en croix. L'intégralité du monument est ornée de motifs végétaux sur les faces latérales, et d'un décor gothique qui permet de dater cette croix de la fin du Moyen Âge, voire du XIVe siècle.

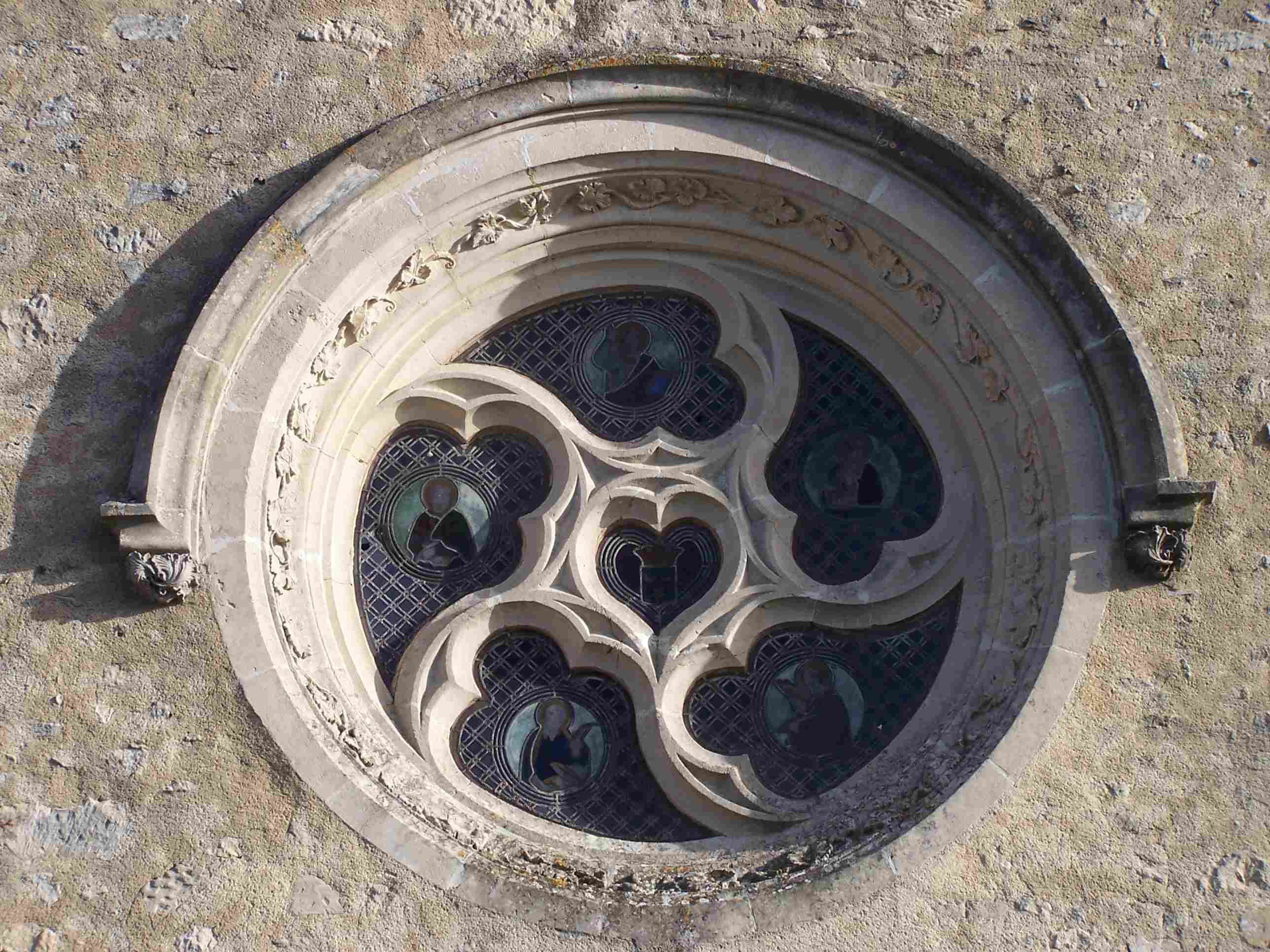
La rosace.
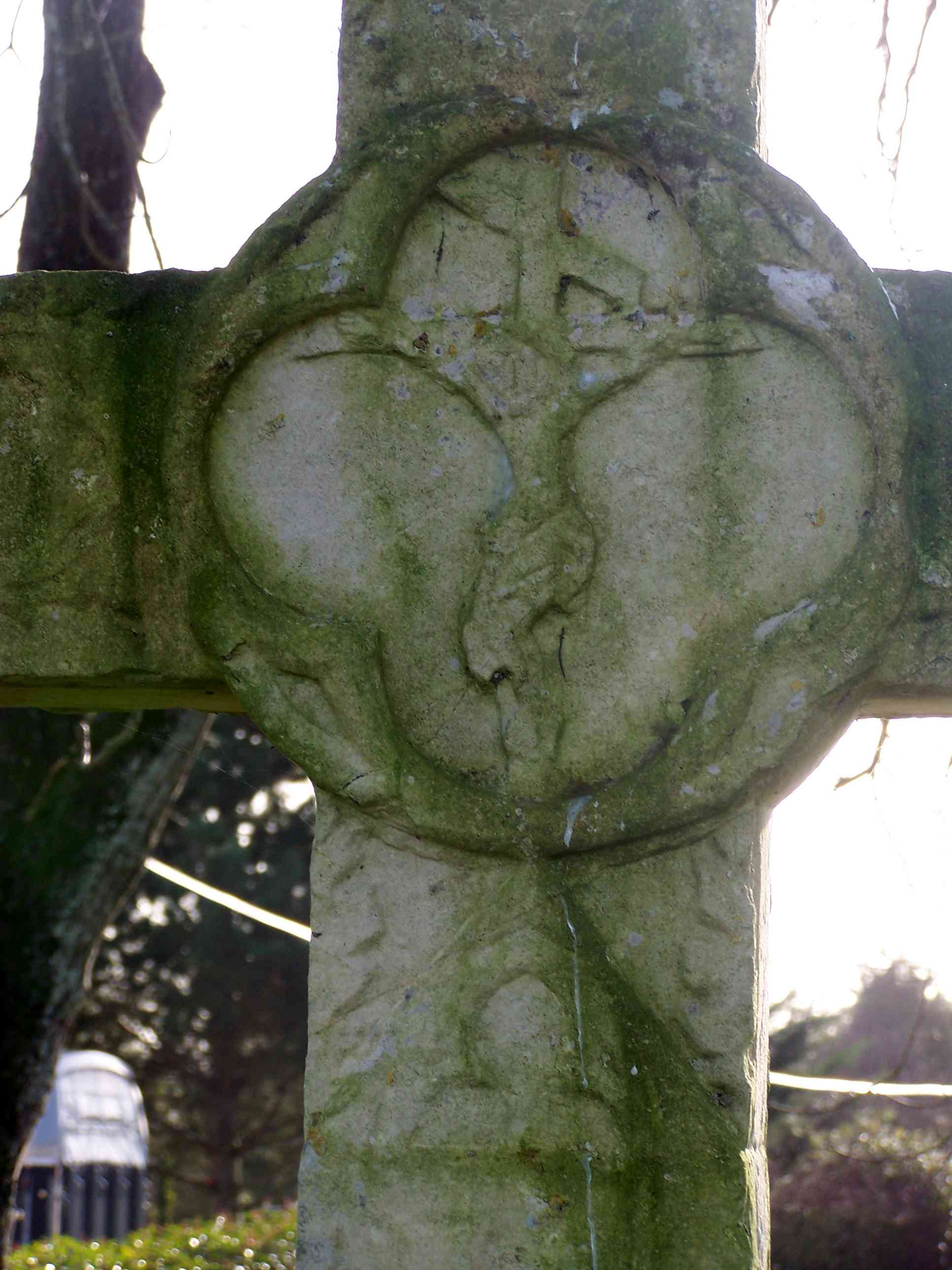
La croix aux Dames.
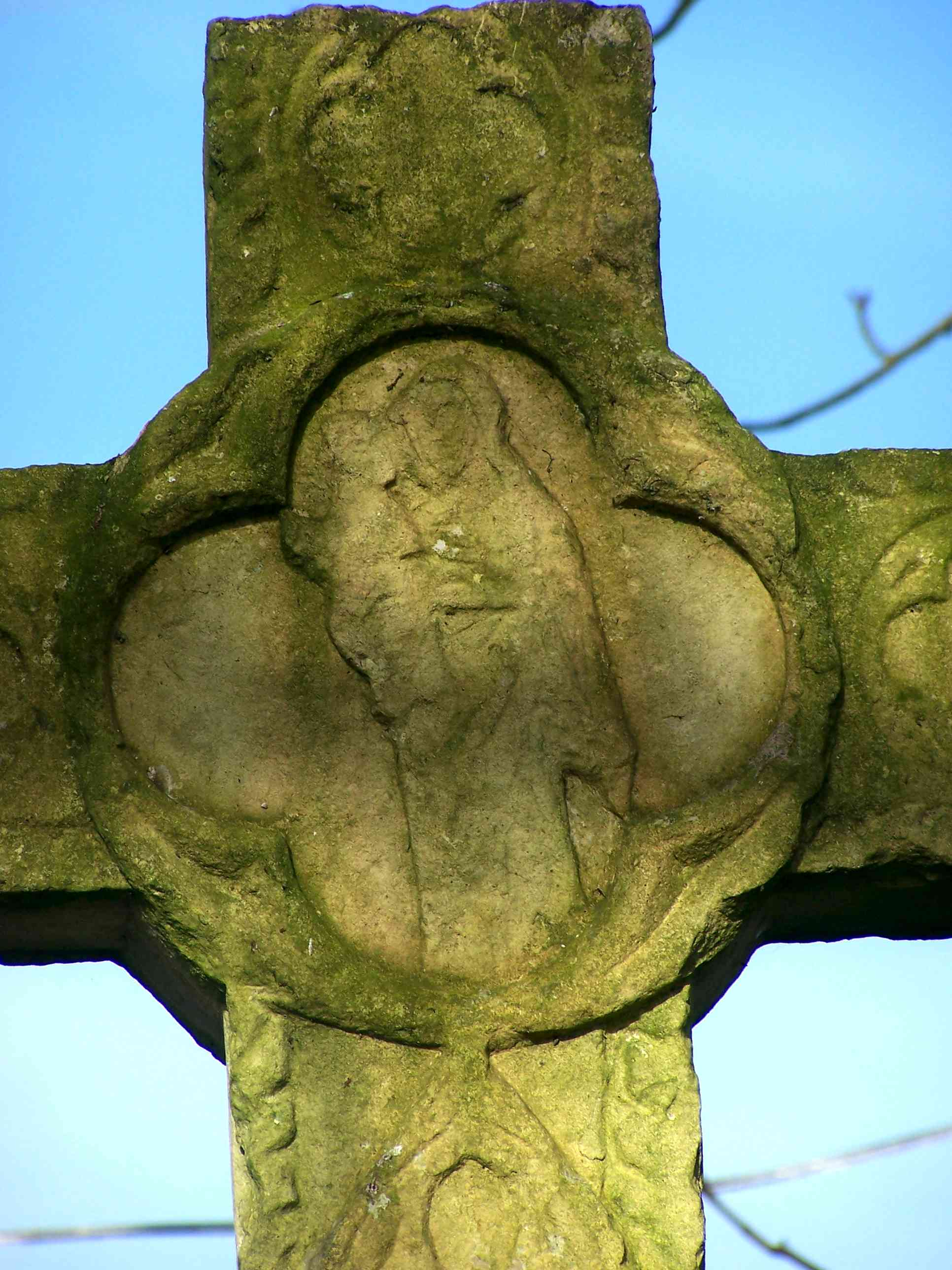
La croix aux Dames.
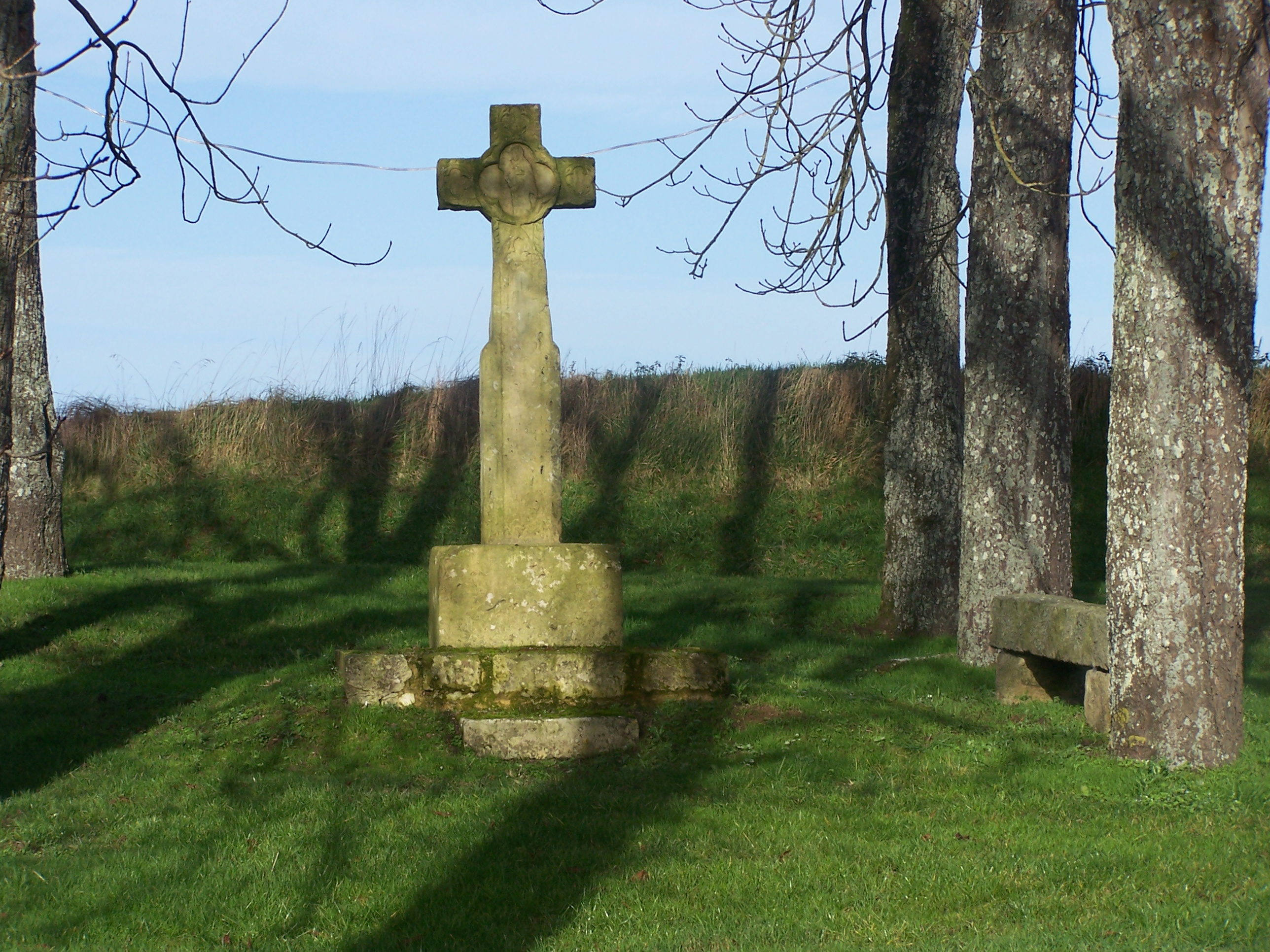
La croix aux Dames.

### Monuments civils
- Lavoir communal sur la Bienne (1931). L'architecte (Barré) a copié le lavoir du faubourg de Montsort, à Alençon, pour établir les plans de ce lavoir à plancher suspendu qui peut se caler sur la hauteur d'eau de la rivière afin de prendre en compte l'existence du moulin du bourg à quelques mètres en amont.
- Voie verte, ancien chemin de fer.

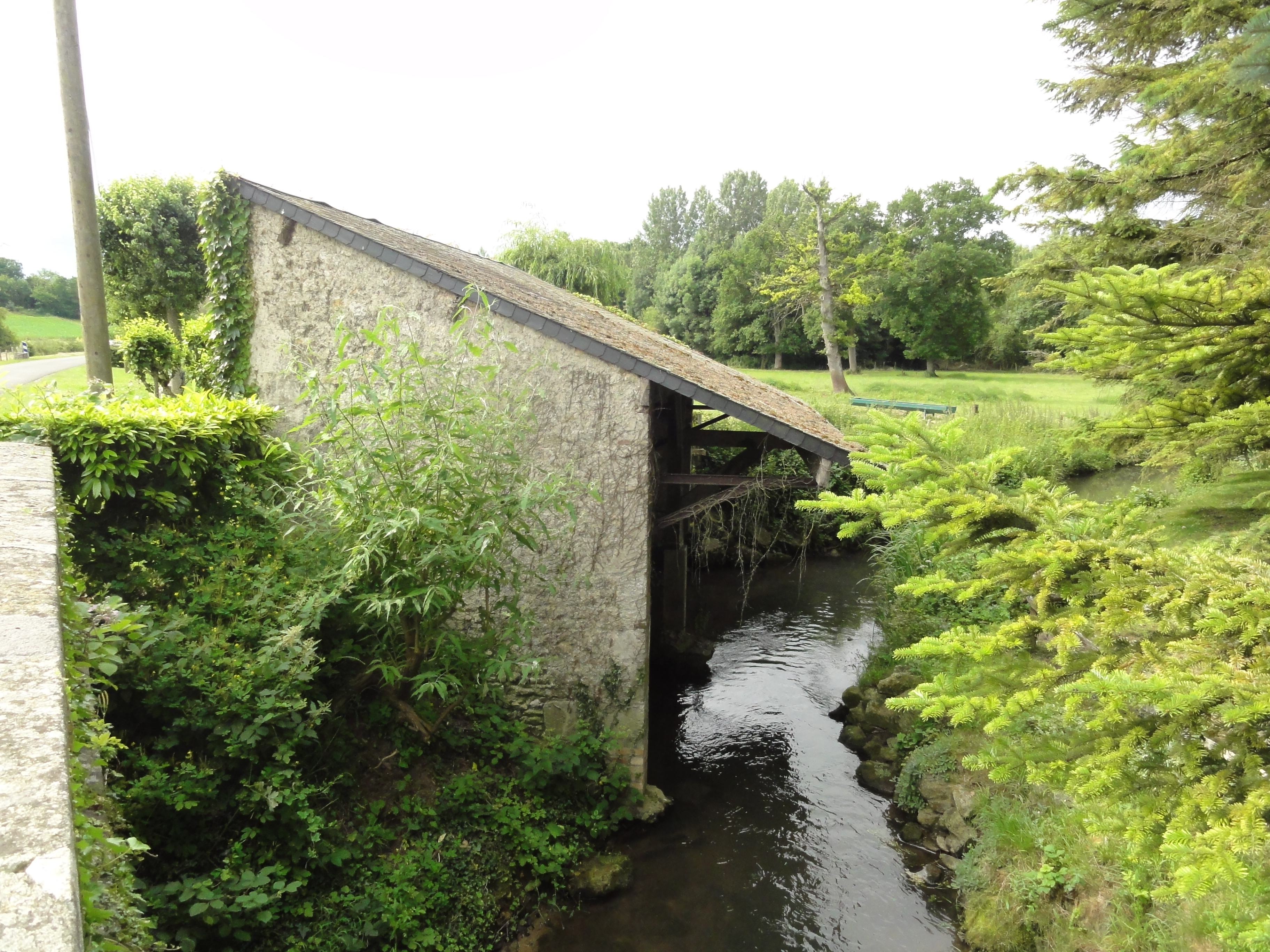
Le lavoir.
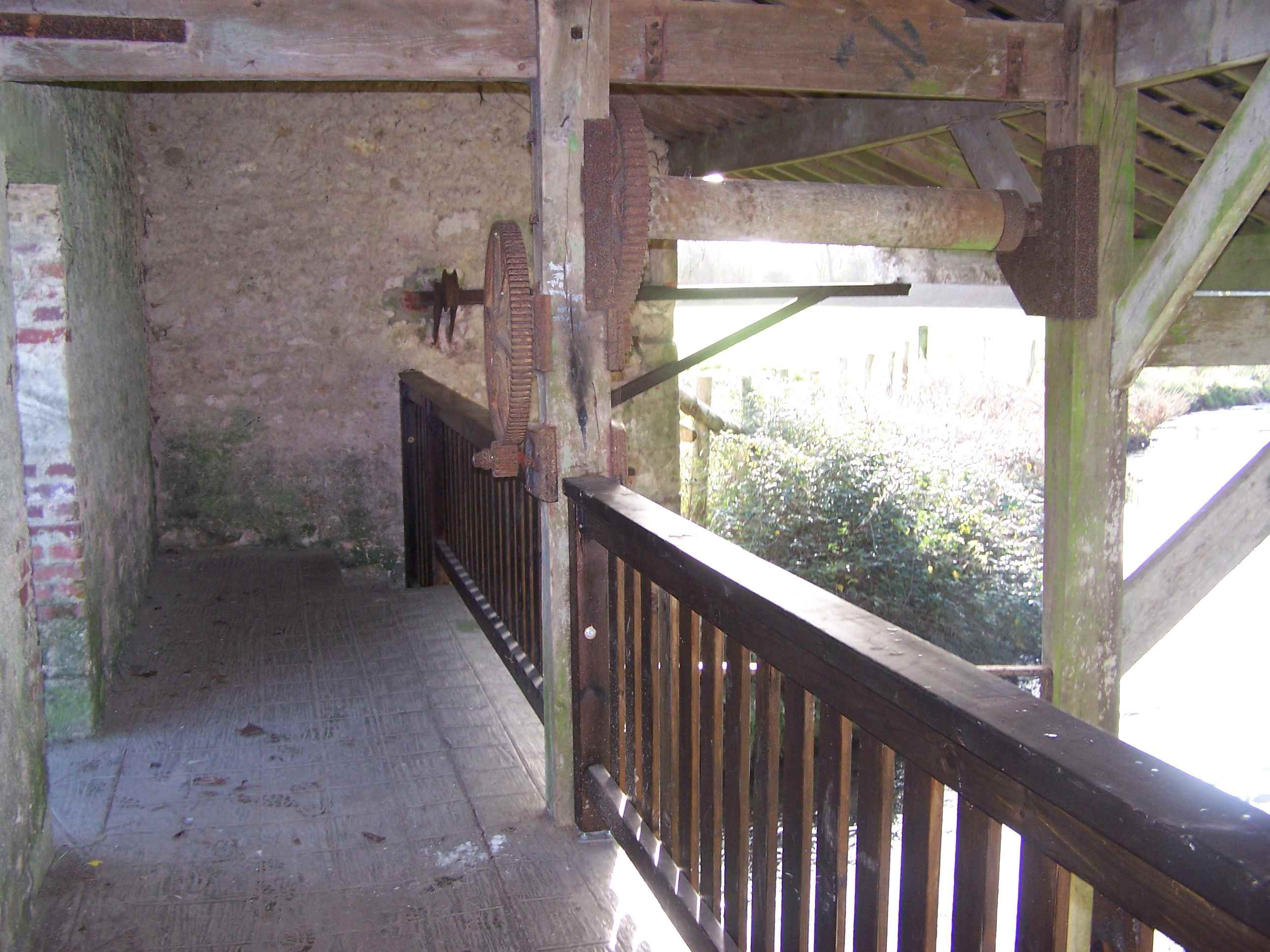
Intérieur du lavoir.
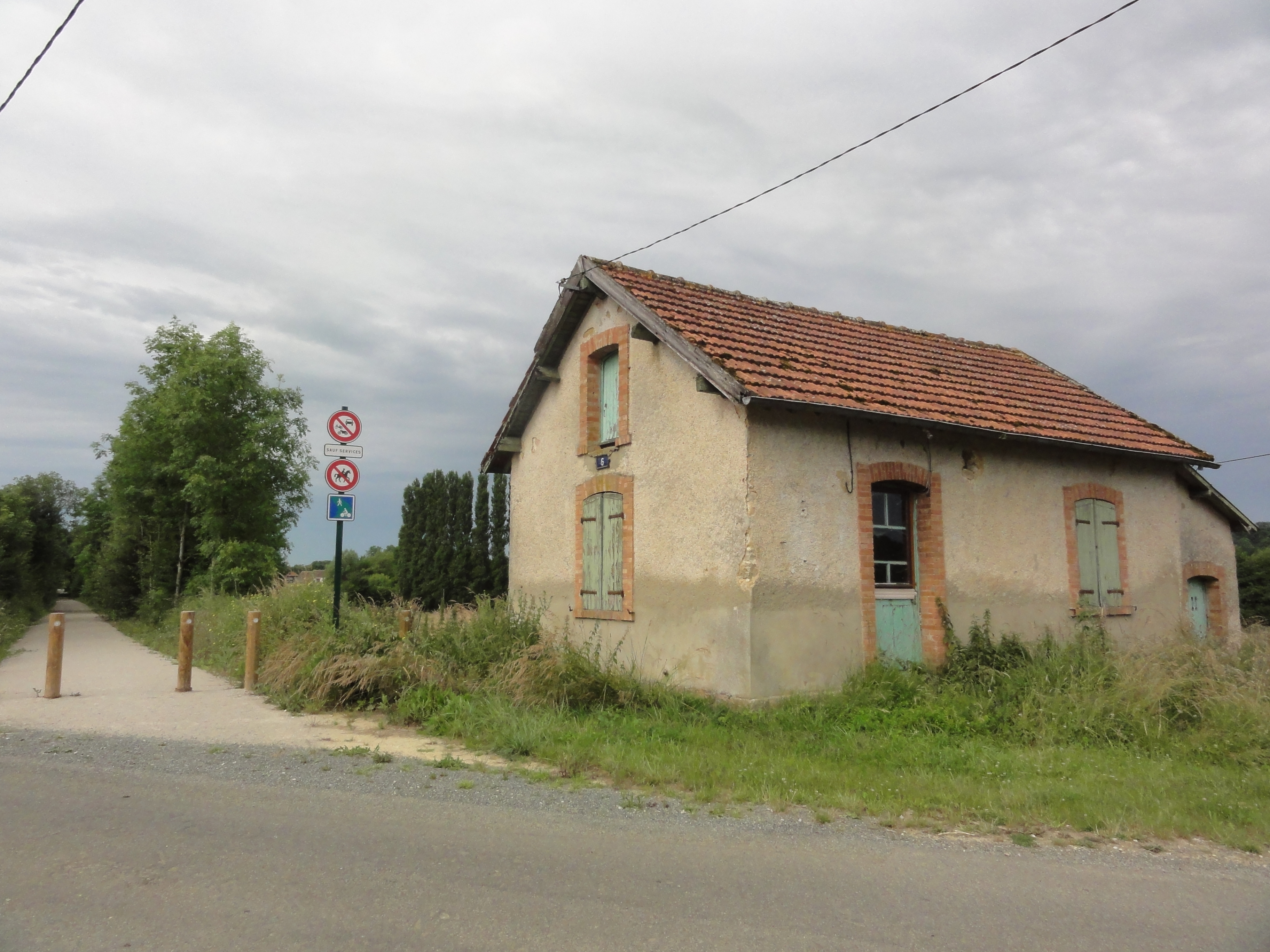
La voie verte.

### Monuments commémoratifs

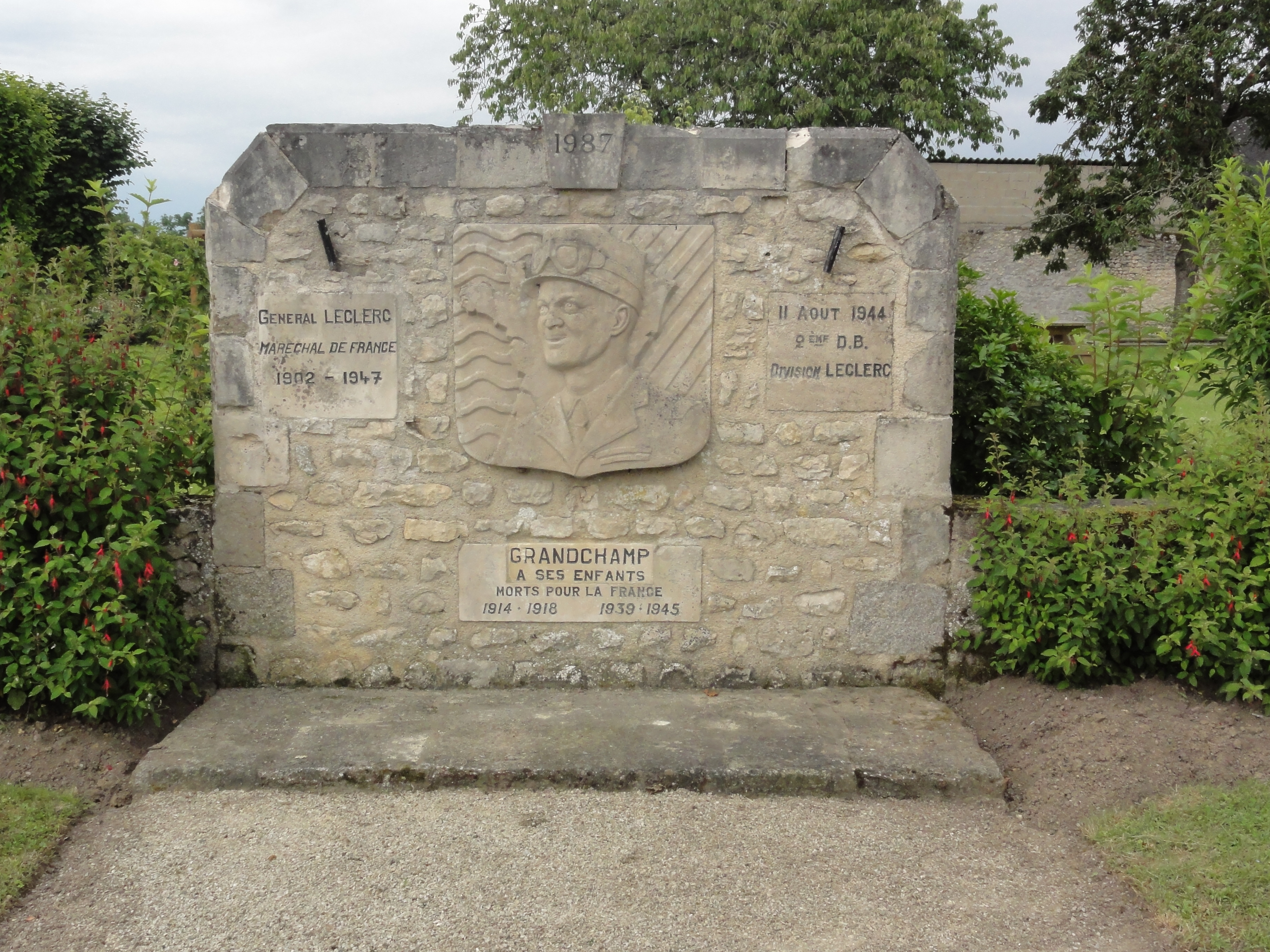
Le monument aux morts.

- Monument aux morts

## Activité et manifestations
- Fête patronale le premier dimanche de mai.

## Personnalités liées
- Fernand de Perrochel, homme politique français né le 20 mai 1843 à Grandchamp (Sarthe) et décédé le 8 décembre 1881 à Menton (Alpes-Maritimes). Propriétaire terrien, maire de Grandchamp, conseiller général du canton de Saint-Paterne en 1874, il est député de la Sarthe de 1876 à 1881, siégeant sur les bancs légitimistes.

Il est inhumé dans le cimetière de Grandchamp, dans le carré de la famille de Perrochel.